# Темперлей, Харолд Уильям Вазейл
Харолд Уильям Вазейл Темперлей (Гарольд Темперли, англ. Harold William Vazeille Temperley; 20 апреля 1879[…], Кембридж — 11 июля 1939[…], Кембридж) — английский историк, политик и педагог, профессор современной истории в Кембриджском университете (с 1931 года), эксперт по истории внешней политики Англии; член Британской академии и Американского философского общества.

## Биография
Харолд Уильям Вазейл Темперлей родился 20 апреля 1879 года в городе Кембридже в семье Эрнеста Темперлея (англ. Ernest Temperley), стипендиата Куинс-колледжа Кембриджского университета. Получил образование в Шерборнской школе и Королевском колледже родного города, где защитил научную степень по истории.
В 1903 году Темперлей стал преподавателем истории в Университете Лидса, а в 1905 году получил стажировку в Питерхаусе. Продолжил преподавать в Кембридже до конца жизни с перерывом в 1914—1921 годы.
Основной областью деятельности Харолда Уильяма Вазейла Темперлея была современная дипломатическая история — так, он в качестве редактора принимал активное участие в публикации официальной версии дипломатической истории британского правительства начала XX века, а также был автором ряда разделов об английской внешней политике Англии XVII—XIX веков в «Кембриджской новой истории» («Cambridge modern history»).
Он также писал о Джордже Каннинге (биография котрого 1905 года была одной из первых работ Темперлея; затем он вернулся к идеализируемому им деятелю в монографии 1925 года «Внешняя политика Каннинга. 1822—1827») и истории Восточной Европы, в частности, Балкан, в связи с чем неоднократно ездил в Венгрию, Сербию, Албанию. Теоретически обосновал либеральную реформу Палаты лордов книгой «Сенаты и верхние палаты» («Senates and Upper Chambers», 1910).
Во время Первой мировой войны Темперлей был зачислен в Файфский и форфарский йоменский полк Дарданелльской экспедиционной армии, но пропустил высадку в Галлиполи из-за болезни. Затем его прикомандировали к военному министерству, где он занимался разведкой и политикой на Балканах, возглавлял политический подотдел генерального штаба, подготовил серию меморандумов для английского правительства о восточноевропейских странах. Даже на войне он находил время для научной работы, и в 1917 году в Лондоне Темперлеем была опубликована «История Сербии» (англ. «History of Serbia»), в которой он поддержал объединение южных славян под руководством Сербии. В 1918 году был военным атташе при сербской армии в Салониках.
Темперлей присутствовал на Парижской мирной конференции 1919 года, а затем работал над её официальной историей по схеме, разработанной Джорджем Луи Биром и лордом Юстасом Перси, в 6-томнике «History of the Peace Conference of Paris» (1920—1924). Он был представителем Великобритании в пограничной комиссии Албании, а в 1921 году советником Артура Бальфура в Лиге Наций.
При составлении британских документов о кануне Первой мировой войны и причинах, спровоцировавших её начало, Темперлей тесно сотрудничал с Джорджем Пибоди Гучем — другим дипломатическим историком и членом парламента от Либеральной партии Великобритании с 1906 по 1910 год. Гуч выступал против британской политики во Второй англо-бурской войне, а также был историком Германии и его назначение было призвано придать проекту независимую точку зрения. В действительности Темперли и Гуч были ограничены в финансовом отношении, а также в использовании документов, подпадающих под ограничение «правила пятидесяти лет» на их выпуск. Чтобы добиться своего, им пришлось прибегнуть к множеству тактических уловок вплоть до угрозы подать в отставку. Итогом стал 11-томник «Британские документы о происхождении войны. 1898—1914» («British documents on the origins of the war. 1898—1914», 1926—1938) и хрестоматия «Английские дипломатические синие книги за сто лет. 1814—1914» («A century of diplomatic Blue Books. 1814—1914», 1938). Активное участие в последней работе принимала и профессор современной истории Лилиан Марджери Пенсон (1896—1963) и продолжила её позднее, в более позднем издании «Синих книг».
В 1923 году Харолд Уильям Вазейл Темперлей основал в родном городе «Кембриджский исторический журнал» (англ. «The Cambridge Historical Journal»).
В 1936 году появилась первая часть монографии Темперлея «Англия и Ближний Восток» («England and Near East»), посвящённая британской ближневосточной политике от смерти Каннинга до Крымской войны (планировалось довести его до Берлинского конгресса 1878 года). Одна из последних крупных работ Темперлея — совместная с Лилиан Пенсон книга «Основы английской внешней политики от Питта, 1792, до Солсбери, 1902» («Foundations of British foreign policy from Pitt (1792), to Salisbury (1902)», 1938).
В 1938 году Х. У. В. Темперлей был принят в иностранные члены Американского философского общества.
Харолд Уильям Вазейл Темперлей умер 11 июля 1939 года в Кембридже.
Его заслуги перед отечеством были отмечены орденом Британской империи.